# 皮爾尼科夫
皮爾尼科夫是捷克的城鎮，位於該國北部，距離特魯特諾夫8公里，由赫拉德茨-克拉洛韋州負責管轄，面積16.98平方公里，海拔高度358米，2006年人口1,175。

## 外部連結
- Municipal website （页面存档备份，存于）